# Ernst Møller
Ernst Johannes Møller (født 19. juni 1860 i Middelfart, død 19. oktober 1916 i København) var en dansk retskyndig.
Møller blev student 1877 fra Schneekloths Skole, cand.jur. 1883, 1887 overretssagfører, dr.jur. 1892, 1900 højesteretssagfører, 1908 praktisk docent ved universitetet, 1907 formand for Stærkstrømsnævnet. Først efter at have gennemgået en solid skole i det praktiske retsliv optrådte Møller som forfatter med afhandlingen "Bemærkninger om Panterettens Begreb (efter dansk og norsk Ret)" (Tidsskrift for Retsvidenskab, IV, 1901), der efterfulgtes af det tankevækkende Dækningsadgang eller Fordringsret (1892; doktordisputats), Forudsætninger (1894), hvori han dels underkaster forudsætningsbegrebet en almindelig revision, dels med front mod Windscheids herhenhørende subjektive lære selv efter objektive hensyn gennemfører en gruppedeling af forudsætninger, Godtroenhedserhvervelser med Hensyn til fast Ejendom (forhandlingsemne på 8. nordiske juristmøde i København 1896) og det grundige og omfattende Tinglysning (1897). 
Foruden en del afhandlinger, også af ikke-juridisk indhold — i Ugeskrift for Retsvæsen, Tidsskrift for Retsvidenskab, Dansk Tidsskrift og andre — har Møller endvidere skrevet Nævninger (1892), det skarpt polemiske Landstingsopløsning. Statsretlige Synspunkter (1902), der fremkaldte professor Henning Matzens til svar: Landstingsopløsning og udnævnte Landstingsmænd (1903), og Konkret Retsundervisning. Formaal, Karakter og Betydning for konkrete Opgaver og som Uddannelse til praktisk Retstænkning (særlig til Vejledning for studerende) (1912). 
Psykologiske og religiøse interesser affødte Møllers skrifter Oldmester og hans Bog. "Kristendom" før Kristus (1909), der behandler Lao-Tse i belysning af Kwang-Tse og — modsætningsvis — af Konfucius, og det for Møllers hele livssyn og levevisdom karakteristiske, desværre ufuldendte Inderstyre. Veje og Midler for Herredømmet over de indre Kræfter og for sjæleligt Fremarbejde (I 1914). Under pseudonymet Per Sprogvild — hvilket han dog aldrig officielt vedkendte sig — udgav Møller bogen Dansk Sprogavl. Tanker og Fantasier (1901), et originalt og betydningsfuldt indlæg for en rationel sprogdrift. Møllers hele ejendommelige grublen, søgen og kritik, der fremtrådte i en stærkt personlig form, giver ham en særegen og betydelig plads i nyere dansk retsvidenskabs og tænknings historie.
Han er begravet på Tibirke Kirkegård.